# Chaitén
Chaitén é uma comuna e localidade chilena localizada a 1.300 quilômetros ao sul de Santiago. É a capital da Província de Palena, localizada no sul da Região de Los Lagos.
A comuna de Chaitén ocupa pouco mais da metade da província de Palena, limitando-se: a norte com a comuna de Hualaihué, a oeste com o golfo de Corcovado, a leste com as comunas de Futaleufú e de Palena e com a província de Chubut, Argentina; e a sul com Cisnes na Região de Aisén.
Em maio de 2008, a erupção do vulcão Chaitén provocou a evacuação de todos os habitantes da cidade, convertendo a Chaitén praticamente em uma cidade fantasma. Após diversos estudos realizados, o governo chileno decidiu em fevereiro de 2009 que a localidade de Chaitén seria refundada junto à localidade de Santa Bárbara, localizada ao norte do antigo local.